# Kimberly Hahn
Kimberly Hahn (nascida Kirk; nascida em 1957) é uma apologista e autora católica e membro do Conselho Municipal de Steubenville. Ela é a filha mais velha de Jerry e Patricia Kirk, e é casada com o apologista e autor Scott Hahn.
Hahn nasceu em uma família presbiteriana e seu pai era um ministro. Ela estudou Artes da Comunicação no Grove City College, na Pensilvânia, graduando-se em 1979. Ela se casou com o colega Scott Hahn em 18 de agosto daquele ano. Ela então trabalhou como secretária por um ano, enquanto seu marido começou os estudos para um mestrado em Divindade no Seminário Teológico Gordon-Conwell. Ela se matriculou no ano seguinte e obteve um Master of Arts em Teologia em 1982.
Enquanto estudava para seu mestrado, Hahn realizou pesquisas sobre a história das atitudes cristãs em relação à contracepção. Ela descobriu que todas as igrejas cristãs, sem exceção, haviam condenado a prática até 1930, e que alguns dos mais famosos reformadores protestantes — Lutero, Calvino, Zwinglio e Knox — condenaram fortemente. Ela também leu o autor católico John Kippley, que comparou a contracepção à prática de banquetear-se e vomitar deliberadamente. Nesse estágio, Scott e Kimberly tinham fortes objeções a muitos ensinamentos católicos, mas, após oração, estudo bíblico e reflexão, ambos se convenceram de que, pelo menos nessa questão, a posição católica era bíblica. Eles mudaram para o Planejamento Familiar Natural por um tempo, então decidiram deixar o momento da gravidez inteiramente para Deus. Seu primeiro filho nasceu em 4 de dezembro de 1982.
Scott foi recebido na Igreja Católica na Páscoa de 1986. Sua recepção causou muita angústia a Kimberly, conforme descrito em seu livro, Rome Sweet Home. No entanto, depois de lutar por mais alguns anos com questões como a transubstanciação e, em particular, a veneração de Maria, ela mesma foi recebida na Igreja Católica na Páscoa de 1990. Ela agora é uma apologista católica bem conhecida, mãe de seis filhos que estuda em casa e autora de três livros. Ela dá palestras sobre catolicismo, feminismo e contracepção, tanto nacional quanto internacionalmente.
Em 3 de novembro de 2015, Hahn foi eleita para o Conselho Municipal de Steubenville como vereadora, vencendo com 56% dos votos em toda a cidade. Ela faz parte dos Comitês de Serviço, Planejamento, Transporte e Desenvolvimento Econômico do Conselho.

## Publicações
Livros:
- Rome Sweet Home (co-escrito com Scott Hahn), Ignatius Press, 1993.ISBN 0-89870-478-2
- Catholic Education Homeward Bound (co-escrito com Mary Hasson), Ignatius Press, 1996.ISBN 0-89870-566-5ISBN 0-89870-566-5
- Life-Giving Love (co-escrito com Scott Hahn), Charis Books, 2001.ISBN 1-56955-292-4ISBN 1-56955-292-4
- Genesis to Jesus (co-escrito com Michael Barber), Servant Books, 2007.ISBN 978-0-86716-837-2ISBN 978-0-86716-837-2
- Chosen and Cherished: Biblical Wisdom for Your Marriage, Servant Books, 2007.ISBN 978-0-86716-848-8ISBN 978-0-86716-848-8

Cassetes de áudio:
- Knowing the Will of God (Whispers of the Soul), 1997. ISBN 1-57058-155-XISBN 1-57058-155-X
- Catholic Marriage Covenant (com Scott Hahn, 1997). ISBN 1-57058-076-6ISBN 1-57058-076-6
- Life-Giving Love (com Scott Hahn, 1997). ISBN 1-57058-019-7ISBN 1-57058-019-7
- Secrets For Successful Evangelization (com Scott Hahn, 1999). ISBN 1-57058-081-2ISBN 1-57058-081-2
- Unser Weg nach Rom (Our Way to Rome) (com Scott Hahn, 2001). ISBN 3-7171-1069-1ISBN 3-7171-1069-1
- The Venerable Beads (com Scott Hahn, 2002). ISBN 1-57058-391-9ISBN 1-57058-391-9
- A Kingdom Divided (com Scott Hahn, 2002). ISBN 1-57058-429-XISBN 1-57058-429-X
- Women of Courage - Women of Hope, Saint Joseph Communications, 2003. ISBN 1-57058-548-2ISBN 1-57058-548-2